# Tmesisternus pteridophytae
Tmesisternus pteridophytae är en skalbaggsart som beskrevs av J. Linsley Gressitt 1984. Tmesisternus pteridophytae ingår i släktet Tmesisternus och familjen långhorningar. Inga underarter finns listade i Catalogue of Life.